# Дзиута
Дзиута (яп. 地歌/地唄) — жанр камерной японской музыки, исполняемый на сямисэне в качестве аккомпанемента к представлениям дзёрури и танцам. Название буквально означает «местные песни». Дзиута входит в обязательный репертуар гейш, они же составляют основную часть специалистов этого жанра в Киото; также его исполняют на большой сцене в других городах Кансая и в Токио.

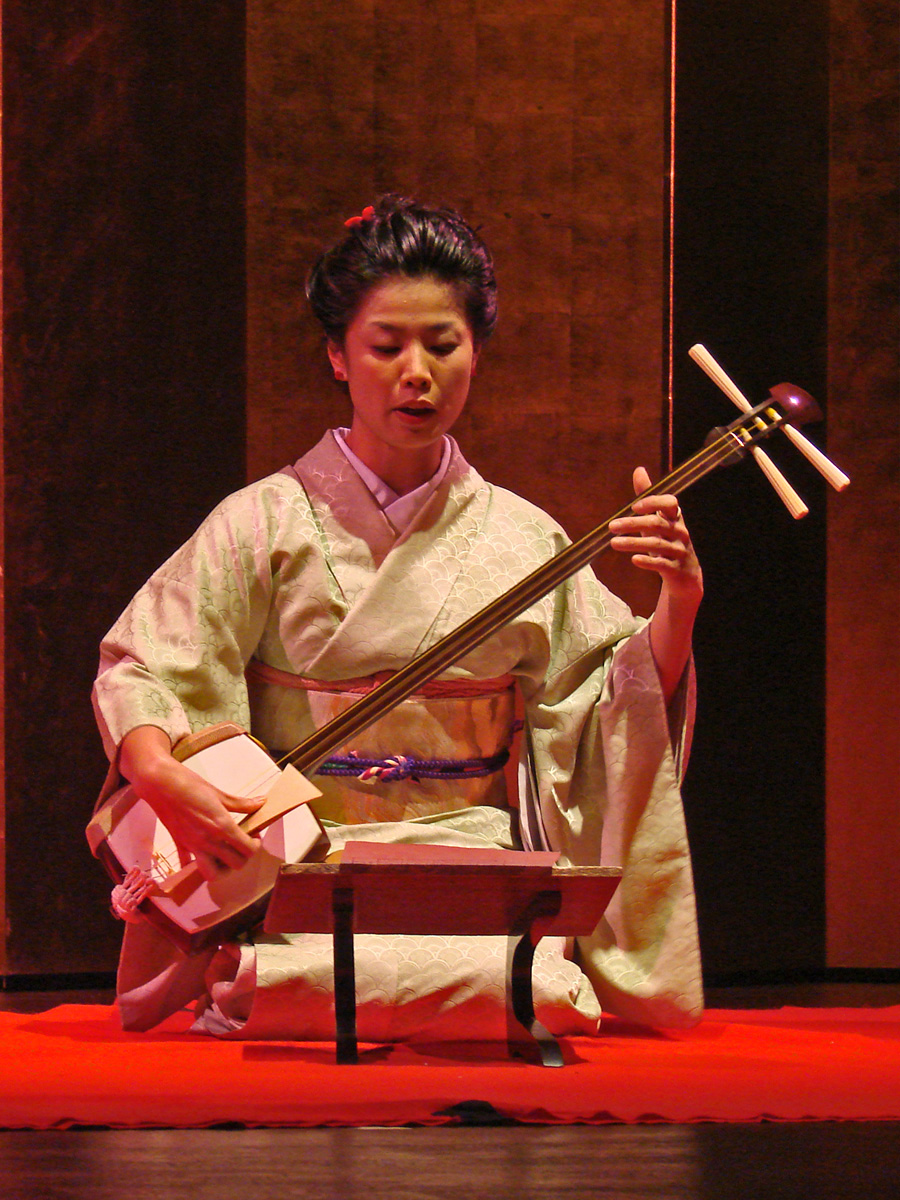
Исполнители жанра дзиута обычно одновременно играют на сямисэне и исполняют вокальную партию

Дзиута изначально был камерным жанром, он исполняется тихо, в медленном темпе и без ударных инструментов. В вокальных партиях всегда много мелизмов.
До периода Мэйдзи изучать дзиуту могли только слепые члены гильдий по системе иэмото, сохраняющейся в японском искусстве до сих пор; в XXI веке этому жанру обучают в Токийском университете искусств. Гейши изучают дзиуту в специализированном учреждении «кэмбан» или «кабурэндзё». Из-за системы иэмото заимствование из других жанров ограничено (к примеру, исполнители дзиуты никогда не используют даже выкриков жанра нагаута). Исключение — музыка камерных трио санкёку, которую часто исполняли те же люди, что и дзиуту.

## Сямисэн

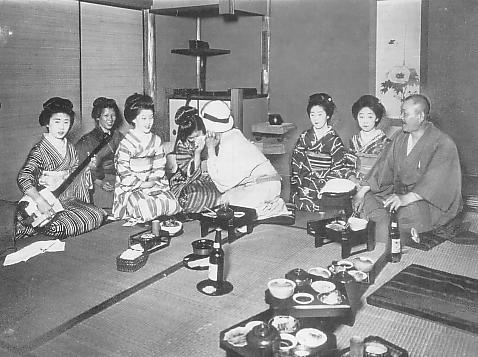
Гейша с сямисэном развлекает гостей, ок. 1912—1926

Сямисэн попал в Японию в XVI веке из независимого тогда государства Рюкю; рюкюская разновидность, именуемая сансин, меньшего размера и обтянута змеиной кожей. Первыми заметили сямисэн музыканты, игравшие на биве, они адаптировали сямисэн для себя, увеличив его корпус, а также заменив труднодоступную змеиную кожу на кошачью.
Толщина грифа сямисэна для исполнения дзиуты средняя между толстым «сямисэном гидаю» и тонким нагаута-сямисэном. Исполнители дзиуты тщательно избегают влияния театральной школы игры на сямисэне: динамичные мелодии не ценятся, лучшим считается ясный звук интересного тембра; при игре профессионалы дзиуты никогда не задевают плектром корпус, как делают музыканты, играющие в жанре эдо-нагаута.
Используется плектр большого размера «цуяма-бати». В отличие от остальных жанров музыки для сямисэна (кроме санкёку), плектр для игры в жанре дзиута сделан не из слоновой кости или дерева, покрытого слоновой костью, а из черепашьего панциря или рога буйвола. К нижнему порожку сямисэна исполнители иногда подвешивают небольшие грузики, чтобы уменьшить вибрацию.

## История
Первым жанром камерной музыки для сямисэна был кансайский сямисэн-кумиута, позже он влился в дзиуту. Самый ранний сборник, в котором имеются произведения-дзиута, «Сосновые иглы», был опубликован в 1703 году. Ввиду государственных ограничений на работу музыкантов все первые профессиональные исполнители дзиуты были слепыми мужчинами из гильдии Тодо-дза. Система гильдий была ликвидирована в 1871 году правительством Мэйдзи, после чего дзиуту стали исполнять все желающие. В период Тайсё дзиута пережил всплеск популярности. Последние новые произведения в жанре дзиута были созданы в начале XIX века, после этого возросшая популярность кото затмила дзиуту.

## Разновидности

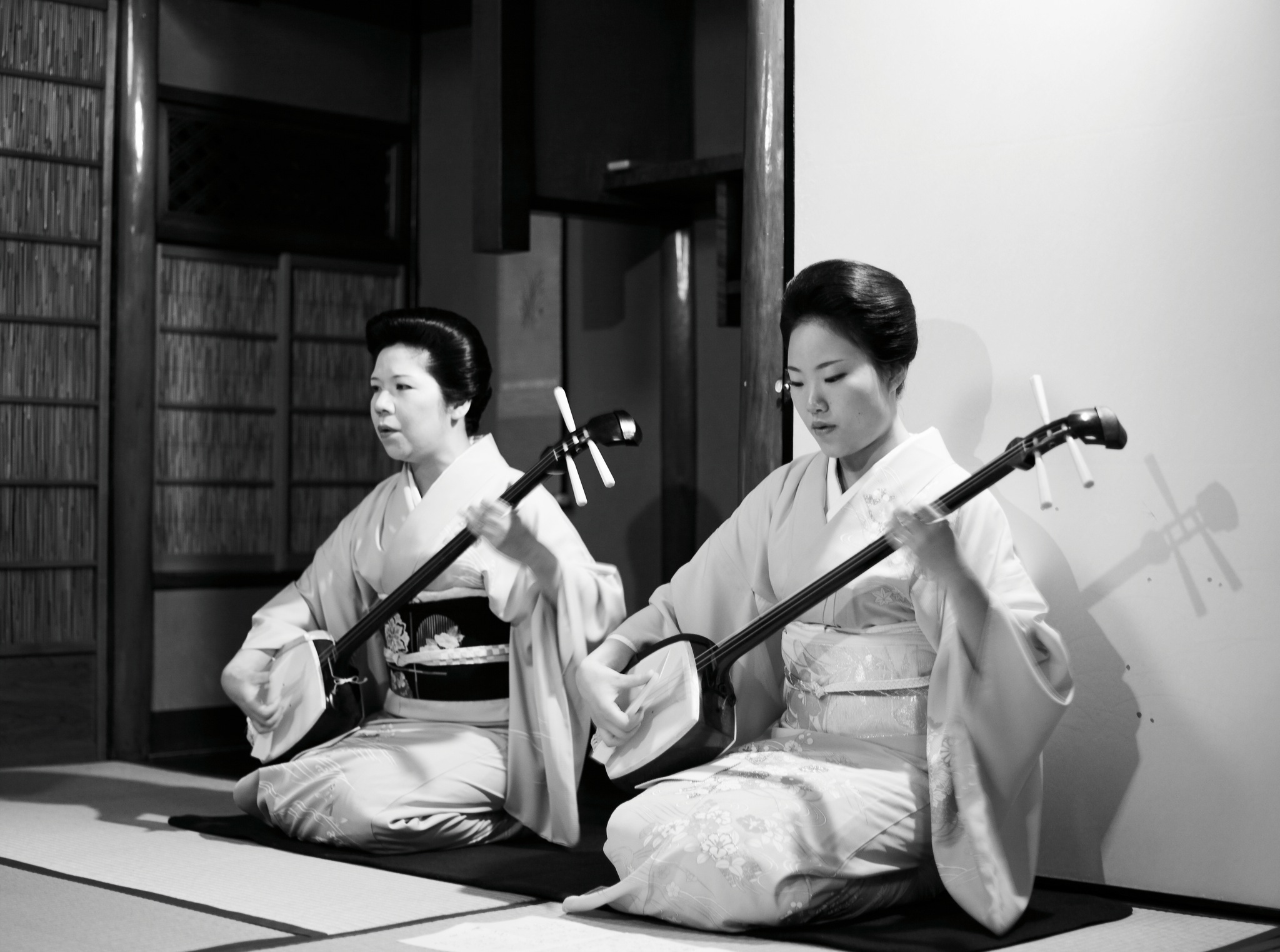
Две гейши из Киото играют на сямисэнах и поют

Вокальной партии в дзиуте может аккомпанировать один или несколько сямисэнов, также к ним может добавляться кото; кроме того, встречается аккомпанемент санкёку, состоящий из сямисэна, кото и сякухати либо кокю. Выбор инструментов зависит от поджанра дзиуты: тэгото-моно и нескольким хаута аккомпанируют сямисэн с кото или санкёку, остальные жанры требуют использования исключительно голоса и сямисэна. Музыку жанра дзиута также исполняют в школе кото «Икута-рю», там роль сямисэна исполняет кото.
«Сямисэн-кумиута» — старейший и крупнейший вид дзиуты; самое раннее известное произведение-кумиута — «Рюкю-гуми» авторства Исимуры Кэнгё или Савадзуми Кэнгё.
Произведения этой разновидности дзиуты состоят из многочисленных коротких стихотворений, часто не связанных ни темой, ни мелодией. Начинающие музыканты, планировавшие специализацию в дзиуте, изучали произведения этого вида в определённом порядке от простых к сложным, однако данная практика в XXI веке не используется. Сохранилось две школы: Янагава в Киото и Ногава в Осаке.
Камигата-нагаута — разновидность дзиуты, произошедшая от кумиуты в 1600-х годах, также ранее использовалась при обучении будущих специалистов жанра дзиута. Произведения камигата-нагаута содержат строфы одного стихотворения, зачастую длинного, а не отдельные стихи, как кумиута.
Термин «камигата-ута» имеет несколько значений: отдельный от дзиуты вокально-инструментальный жанр; разновидность дзиуты; зонтичный термин для обозначения нескольких жанров, включая дзиуту, нагауту, хауту, коуту, гидаю и другие.
Хаута — короткие произведения, не относящиеся ни к кумиуте, ни к нагауте, в которых голос играет более важную роль, чем музыкальный инструмент. Изначально термин означал все произведения, не вошедшие в два классических вида. Наибольшая популярность хауты пришлась на первую треть XVIII века. Впоследствии некоторые произведения этого вида превратились в танцевальную музыку для традиционного танца. Многие знаменитые произведения хаута создал композитор Минэдзаки Кото.
Тэгото-моно — самый распространённый вид дзиуты, содержащий инструментальные части между вокально-инструментальными фрагментами. Формирование тэгото-моно завершилось в 1790-х годах при активном участии Минэдзаки Кото, в первой трети XIX века в Киото возник вариант тэгото-моно «вопрос-ответ».
Сибаи-ута — вид, на который повлияла кансайская музыка театра кабуки, утаи-моно — произведения, слова или темы которых взяты из театра но. Обе разновидности развивали слепые музыканты. Дзёрури-моно — аналогичный вид, произведения которого взяты из театра марионеток дзёрури. Характерные произведения юмористического вида саку-моно зачастую имитируют звуки, издаваемые животными.

### Комментарии
1. ↑   (яп. 津山撥)
2. ↑   (яп. 松の葉 мацу но ха)
3. ↑   (яп. 三味線組歌)
4. ↑   (яп. 琉球組 рю:кю:гуми)
5. ↑   (яп. 石村検校, ?—1642)
6. ↑   (яп. 沢住検校)
7. ↑   (яп. 上方長歌)
8. ↑   (яп. 上方歌)
9. ↑   (яп. 端唄)
10. ↑   (яп. 手事物, тэ — рука; гото — дело, вещь; моно — предмет, вещь)
11. ↑   (яп. 掛け合い какэаи)
12. ↑   (яп. 芝居唄)
13. ↑   (яп. 唄い物)
14. ↑   (яп. 浄瑠璃もの)
15. ↑   (яп. 作もの)

### Сноски
1. 1 2 3 4 5 6 7 8  Kishibe.
2. ↑  Foreman, 2008, p. 15, 17.
3. 1 2 3 4 5 6 7  Foreman, 2008, p. 17.
4. ↑  Garland, 2001, p. 796.
5. ↑  Foreman, 2008, p. 15.
6. ↑  Garland, 2001, p. 587.
7. ↑  Garland, 2001, p. 724.
8. 1 2  Garland, 2001, p. 727.
9. 1 2 3 4 5  Garland, 2001, p. 728.
10. ↑  Britannica Japan. Дата обращения: 26 июня 2022. Архивировано 9 декабря 2021 года.
11. ↑  Foreman, 2008, p. 16.
12. 1 2  Garland, 2001, p. 814.
13. 1 2 3 4  Garland, 2001, p. 729.
14. ↑  Foreman, 2008, p. 16—17.